# Паметник на Четвърти пехотен плевенски полк
Паметникът на Четвърти пехотен плевенски полк е издигнат в периода 1903 – 1907 г. в памет на загиналите в Сръбско-българската война – 1885 г. Намира се на територията на Градската градина в Плевен.

## История
Паметникът е построен със средства на Четвърти пехотен плевенски полк и близките на загиналите. Разположен е на входа на Градската градина на Плевен. Негов автор е големият български скулптор Жеко Спиридонов, считан за един от тримата основоположници на скулптурата в съвременна България.
Централният надпис гласи: На падналите в Сръбско-българската война 140 войнски чинове от IV пех. хлевенски полк.
Паметникът е жертва на периодични вандалски набези, като липсващи метални и пластмасови букви през 2018 г. и графити през 2010 г.

## Ритуали
До паметника ежегодно се провеждат церемонии по повод военните успехи и героизъм на българската армия.

### Архангелова задушница
Ежегодно, на 2 ноември, пред паметника се извършва ритуал по повод Архангелова задушница, с който се отдава почит пред българските военнослужещи, загинали във войните, в операции по поддържане на мира и при изпълнение на войнския дълг в мирно време. Ритуалът в памет на загиналите български воини се провежда от 1924 г. Традицията е прекъсната през 1946 г. и възстановена през 1992 г. от Министерството на отбраната и Съюза на военноинвалидите и военнопострадалите.

### Празник на Сухопътните войски
Традиционно на 19 ноември се отбелязва с полагане на венци пред паметника празникът на Сухопътните войски.

### Празник на 4-ти пехотен плевенски полк
На датата 16 март пред паметника се отбелязва и бойната слава на 4-ти пехотен плевенски полк.

### Деня на Съединението
Пред паметника с тържествен ритуал се чества и Деня на Съединението – 6 септември.

### Денят на храбростта и празник на Българската армия
Пред паметника се чества и Денят на храбростта и празник на Българската армия – 6 май.